# Symfonie nr. 9 (Pettersson)

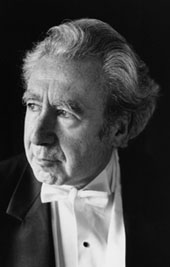
Dirigent Sergiu Comissiona

Allan Pettersson voltooide zijn Symfonie nr. 9 in 1970. Deze symfonie voor groot orkest heeft 2146 maten en is 385 pagina’s lang. Pettersson schatte de duur van zijn nieuwe symfonie op een speeltijd van 65 tot 70 minuten.

## Beschrijving
Dit werk was besteld door de stad Göteborg ter ere van haar 350-jarig bestaan, dat in 1971 werd gevierd. Petterssons gezondheid ging in die tijd verder achteruit en hij leed tevens aan een (nog) niet gediagnosticeerde nierinsufficiëntie. Het Göteborg Symfonieorkest gaf onder leiding van haar chefdirigent Sergiu Comissiona de première op 18 februari 1971.
In deze negende symfonie wordt een lange strijd gevoerd waarin uiteindelijk de harmonie de winnaar is. Pettersson: "Op het moment dat men zich door een symfonie heen vecht moet men uiteindelijk gelijkluidendheid en een harmonie bereiken, ook al duurt het 20 uur. Dit is waarom deze symfonie zo lang is, er zit zoveel nervositeit en extreme spanning in dat het lang duurt om deze op te lossen". Een zoektocht naar de ultieme oplossing wordt in het werk pas na lange tijd bereikt. Het werk lijkt gebouwd uit een reeks fragmenten die in elkaar overlopen. Centraal staan daarin, tot vlak voor het eind, chromatische reeksen, wat langere melodielijnen en agressief slagwerk. De chromatische reeksen geven de muziek een hoge nervositeit mee, de melodielijnen rust. Die chromatiek zorgt er tevens voor dat de partituur vol staat met kruisen en herstellingstekens. Pettersson combineerde in deze symfonie elementen uit allerlei stijlperioden met elkaar van hymnen en modernismen. Voorts laat het werk een combinatie horen van harmonie en atonaliteit. De tonaliteit gebruikt Pettersson dan weer op een onconventionele wijze. Hij laat bijvoorbeeld een akkoord voor een lange tijd doorwerken voordat hij naar een volgend gaat (in blokken). Pettersson gebruikte in deze symfonie citaten uit andermans en eigen werk. Er is de habanera te horen uit Bizets Carmen, maar ook het tiende lied uit zijn eigen cyclus Barfotasånger (1943–45). 
Ongeveer zes minuten voor het eind (bij de opnamen van cpo en Bis) komt de muziek tot rust, de chromatische bewegingen en slagwerk zijn verdwenen. De echte ontlading van de spanning bevindt zich in de twee slotakkoorden van de symfonie waar Pettersson een ‘amen’ in majeur suggereert dat alles tot een serene rust brengt.

## Orkestratie
Pettersson schreef een gangbaar symfonieorkest voor maar met een grote groep voor aanvullend slagwerk:
- 3 dwarsfluiten, 2 hobo’s, 3 klarinetten, 3 fagotten
- 4 hoorns, 3 trompetten, 3 trombones, 1 tuba
- pauken, 5 man/vrouw percussie
- violen, altviolen, celli, contrabassen

## Ontvangst
Net als bij zijn voorgaande symfonieën leverde het werk hem kritiek op. Een van de punten was dat het "veel te heterogeen is om tot een vlekkeloos organisch geheel te komen". Dit was mede het gevolg van de verzuiling binnen de Zweedse klassieke muziek destijds met Kurt Atterberg als voorbeeld van laatromantiek, Gösta Nystroem als voorbeeld van gematigd modern en Karl-Birger Blomdahl als modernistisch. Pettersson gebruikte uit die drie zuilen elementen en smolt die samen. Hij had al eerder verkondigd  "mensen die mij wijzen op een stijlconflict zijn overdreven academisch rigide. Zij begrijpen gewoon niet "waar ik mee bezig ben". Pettersson vond dat de sterke contrasten in zijn muziek nodig waren om te laten horen wat hij wilde. In zijn visie zijn juist twee of meer contrasten hét natuurlijke, organische geheel. Pettersson vergeleek zijn symfonieën vaak met een boom waarbij de takken de verkeerde kant opgroeien.

## Opnamen
Van het werk zijn in 2019 drie opnamen bekend:
- Uitgave Philips Records: Sergiu Commissiona met het Göteborg Symfonie Orkest, een opname waarbij de tijdsduur is opgerekt tot 84:25; Philips moest vanwege de maximale duur van een elpeekant het werk in vieren knippen[3]
- Uitgave cpo: Alun Francis met het Deutsches Symphonie-Orchester Berlin, een opname uit augustus 1993 met een tijdsduur van 69:32; cpo gaf 17 indexen aan; opnamen vonden plaats in het kader van een serie met de symfonieën van Pettersson.
- uitgave Bis Records: Christian Lindberg met het Norrköpings Symfoniorkester met een opname uit januari 2013 met een tijdsduur van 70:11; Bis gaf 9 indexen aan; opnamen vonden plaats in het kader van een serie met de symfonieën van Pettersson.